# Basil Hume
Pour les articles homonymes, voir Hume.
Basil Hume, né le 9 mars 1923 et mort le 17 juin 1999, est un prélat britannique et moine bénédictin, cardinal britannique de l'Église catholique et archevêque de Westminster (Londres), de 1976 à sa mort en 1999. De 1979 à 1999, il est aussi président de la Conférence des évêques catholiques d'Angleterre et du pays de Galles.

## Biographie

### Jeunesse
Né à Newcastle upon Tyne, George Haliburton Hume est le fils de Sir William Errington Hume, un cardiologue protestant, et de son épouse, née Marie Elizabeth Tisseyre, française et catholique, issue d'une famille d'officiers. Il a trois sœurs et un frère.
Il fait ses études chez les bénédictins d'Ampleforth College et d'Ampleforth Abbey (Yorkshire du Nord), et obtient une licence de théologie à St Benet's Hall (en) (université d'Oxford) puis un doctorat en théologie sacrée à l'université de Fribourg, où il étudie de 1947 à 1951.

### Moine et prêtre
Il prend l'habit de moine bénédictin et fait sa profession religieuse en 1945, en choisissant le nom de Basil (Basile en français). Le 23 juillet 1950, il est ordonné prêtre.

### Évêque
Le 8 février 1976, Basil Hume est nommé à la tête de l'archidiocèse de Westminster, où il demeure plus de vingt ans. Il est ainsi le premier moine à diriger Westminster depuis la restauration de la hiérarchie catholique anglaise en 1850. Il est consacré le 25 mars 1976 par Bruno Heim, avec Basil Butler et John McClean comme coconsécrateurs.

### Cardinal
La même année, le pape Paul VI le crée cardinal avec le titre de cardinal-prêtre de San Silvestro in Capite. Basil Hume fait partie des cardinaux électeurs aux deux conclaves de 1978.
Au cours de l'épiscopat de Basil Hume, la religion catholique obtient une acceptation sociale dans la société britannique qu'elle n'avait pas eue depuis la Réforme anglaise du XVIe siècle, ce qui est symbolisé par la visite de la reine Élisabeth II à la cathédrale de Westminster en 1980.
Le cardinal Hume reçoit aussi la visite du pape Jean-Paul II au Royaume-Uni au cours de la même période. Il a de bonnes relations œcuméniques avec Robert Runcie, de l'Église anglicane. Théologiquement, c'est un conciliateur entre les éléments traditionnels et dissidents de l'Église.
En 1998, il souhaite prendre sa retraite de son siège archiépiscopal ayant atteint l'âge de la retraite ecclésiastique, soit 75 ans. Le pape lui demande alors de continuer à diriger l'archidiocèse le temps de lui trouver un successeur. L'année suivante, on diagnostiqua un cancer de l'abdomen inopérable. Le cardinal Hume reçoit l'ordre du Mérite royal deux semaines avant de mourir à sa résidence de Londres à Westminster, à l'âge de 76 ans. Il est enterré en la cathédrale du Précieux-Sang de Westminster.

## Succession apostolique
Basil Hume a ordonné les évêques suivants :
- Évêque Philip James Benedict Harvey (en) (1977)
- Évêque David Konstant (en) (1977)
- Évêque James Joseph O'Brien (en) (1977)
- Évêque Thomas McMahon (en) (1980)
- Évêque Francis Gerard Thomas (en) (1982)
- Évêque John Patrick Crowley (en) (1986)
- Cardinal Vincent Gerard Nichols (1992)
- Évêque Patrick O'Donoghue (en) (1993)
- Archevêque Peter David Gregory Smith (1995)
- Évêque Charles Caruana (en) (1998)